# Anders Åslund
Anders Åslund (n. 1952) es un economista sueco especializado en la transición económica de los sistemas de planificación económica a las economías de mercado. Åslund ha trabajado como asesor económico para los gobiernos de Rusia y Ucrania y a partir de 2003 fue director del Programa para Rusia y Eurasia del Carnegie Endowment for International Peace. Åslund aboga por las polémicas medidas de «terapia de choque» aplicadas a la economía rusa tras la caída del comunismo.
Es investigador sénior del Peterson Institute de Washington desde 2006 y copreside el consejo de administración de la Kiev School of Economics.

## Åslund en Suecia
La postura política de Åslund se acerca al liberalismo de mercado y la reducción de la fiscalidad y los programas de protección social, por lo que en Suecia se le considera un economista en cierta medida controvertido. Afirma acerca del sistema de protección social sueco que este genera una burocracia que impide la redistribución de los recursos a los ciudadanos que más los necesitan y también que esa misma burocracia es responsable de una crisis económica, pues requiere cada vez más recursos. Åslund ha sugerido que Suecia necesita un cambio semejante al ruso.

## Implicación en la reforma económica rusa
Åslund defendió la terapia de choque para la economía rusa en su transición a la economía de mercado. Ese enfoque ha tenido muchos críticos, aunque Åslund en ocasiones ha argumentado que el gobierno ruso se debería mantener apartado de la aplicación práctica de la terapia.

## Declaraciones sobre Rusia
Åslund ha hecho diversas afirmaciones polémicas sobre la política rusa. Ha comparado favorablemente a los oligarcas de la era de Borís Yeltsin con los patronos potentados de los Estados Unidos durante el siglo XIX como motores de desarrollo. También predijo que Dmitri Medvédev sería derrocado por un golpe de Estado de ser elegido presidente. También ha afirmado en el Moscow Times que Vladímir Putin se ha hecho con una enorme fortuna y es tan corrupto como el resto de su séquito.